# Jean-Jacques Candelier
Pour les articles homonymes, voir Candelier.
Jean-Jacques Candelier , né le 7 mars 1945 à Bugnicourt (Nord), est un homme politique français, membre du Parti communiste français (PCF).

## Biographie

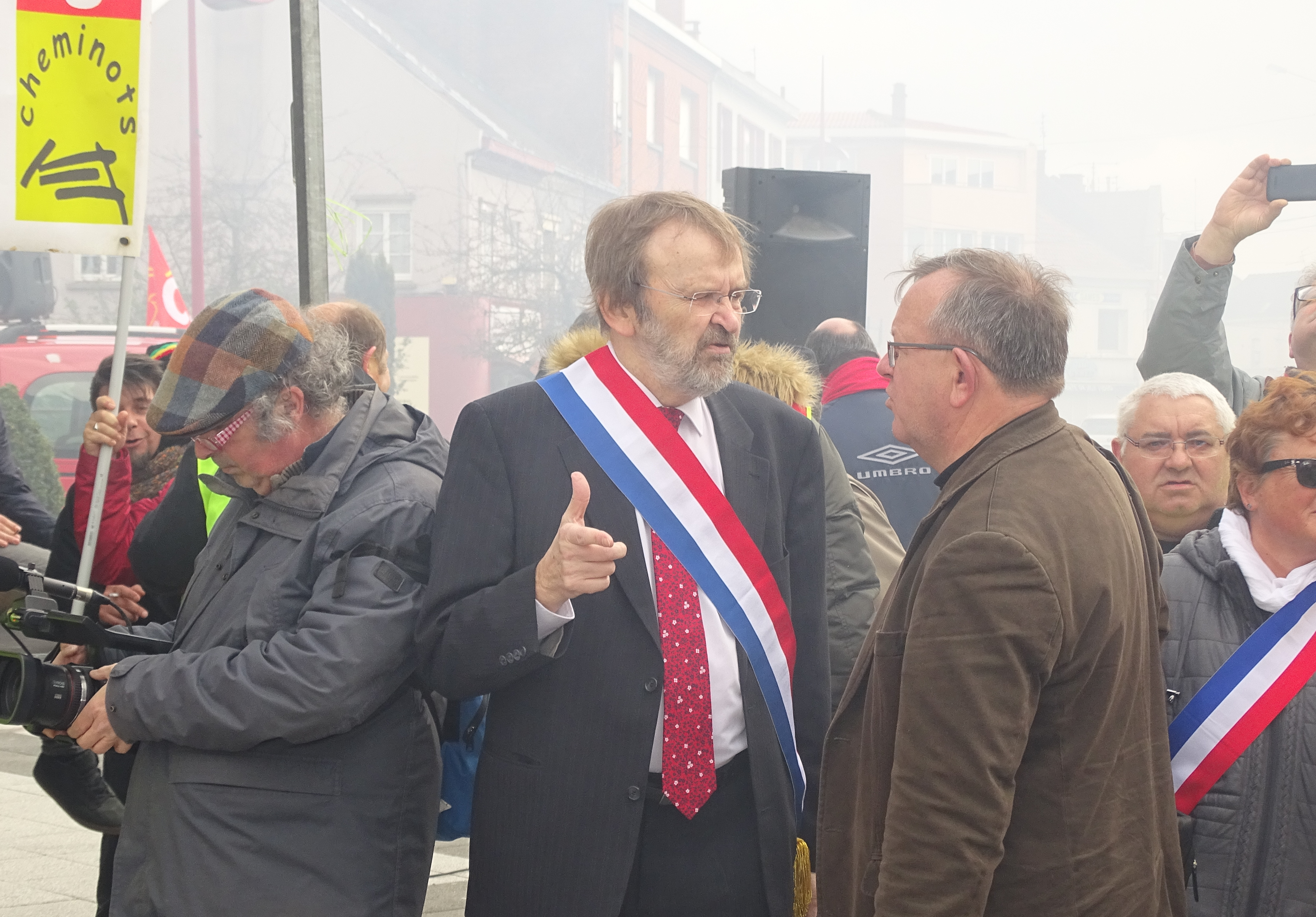
Jean-Jacques Candelier à Somain le 26 mars 2016 dans une manifestation contre la fermeture de la gare de triage.

Jean-Jacques Candelier est maire de Bruille-lez-Marchiennes depuis 1977. Il est conseiller général du Nord de 1985 à 2008, et président du syndicat intercommunal de la région Somain-Aniche puis de la communauté de communes Cœur d'Ostrevent de 1983 à 2014.
Il est élu député le 17 juin 2007, pour la XIIIe législature (2007-2012), dans la 16e circonscription du Nord en battant, au deuxième tour, Michelle Derain (UMP) avec 66,09 % des suffrages. Il succède ainsi à Georges Hage (PCF) qui ne se représentait pas. Il devient vice-président de la commission de la Défense nationale de l'Assemblée nationale.
Il est réélu le 17 juin 2012 lors du deuxième tour des élections législatives françaises de 2012 en obtenant 100 % des suffrages exprimés ; le candidat socialiste arrivé en deuxième position au premier tour s'étant désisté en sa faveur.
Il ne se représente pas aux élections législatives de 2017. Il se représente en revanche lors des élections municipales de 2020 et est réélu maire,.
En février 2022, Mediapart publie une enquête sur le rôle d'assistant parlementaire de Fabien Roussel auprès de Jean-Jacques Candelier entre 2009 et 2014, éveillant les soupçons autour d'un emploi fictif. L'ancien député défend Fabien Roussel.

## Prises de position
D'après Mediapart, il est réputé proche du Pôle de renaissance communiste en France.
En juillet 2014, il interpelle le gouvernement socialiste sur l'existence de la Ligue de défense juive et en réclame la dissolution. En novembre 2014, il écrit une proposition de résolution visant à ce que la France reconnaisse la Corée du Nord. En juillet 2015, il propose de bloquer « par défaut » l’accès aux sites pornographiques pour en éloigner les mineurs.